# Corporación de Ómnibus Micro Este S.A.

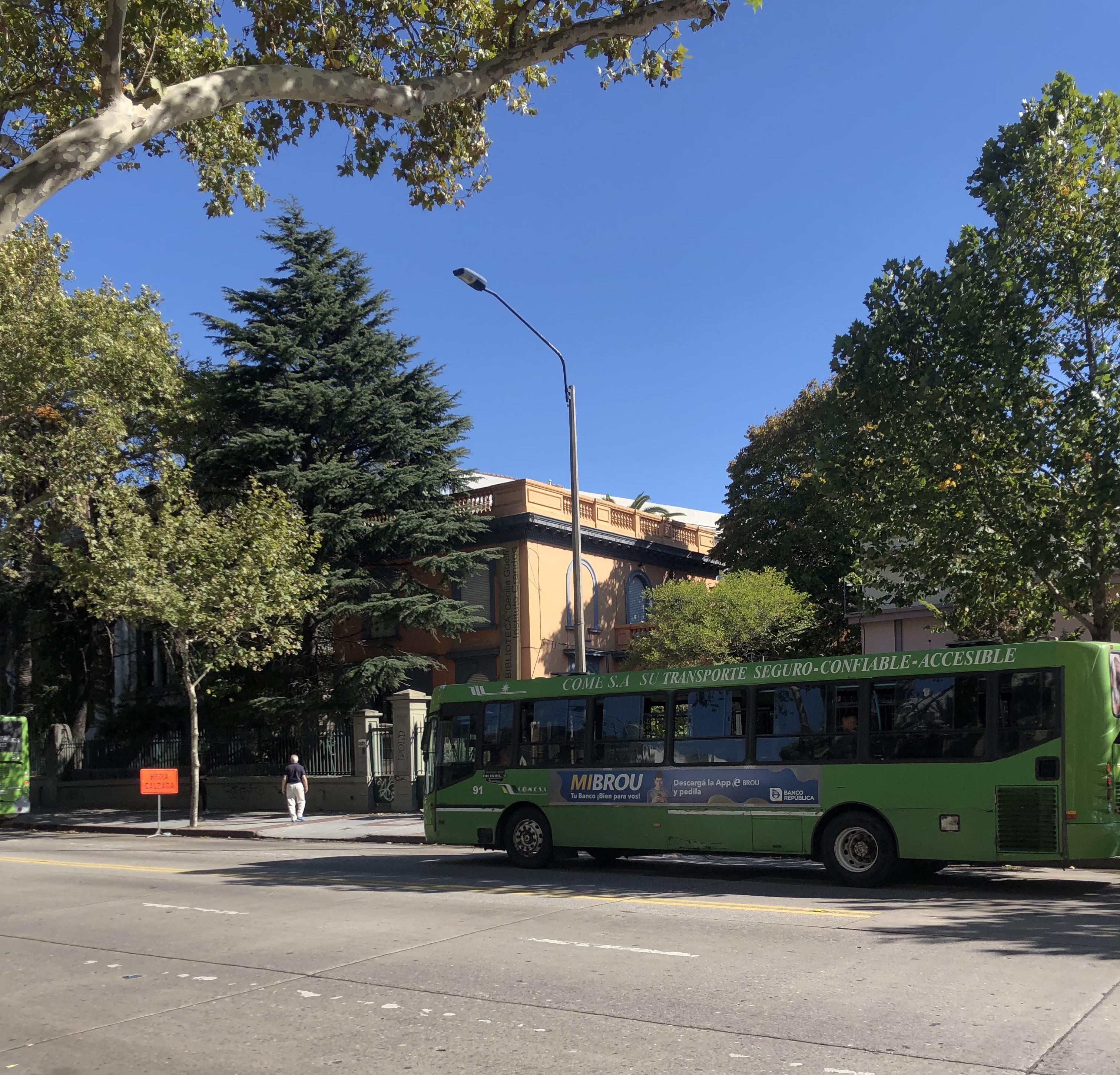
Ómnibus COMESA prestando servicios urbanos en Montevideo

La Corporación Ómnibus Micro Este Sociedad Anónima, es una empresa de transporte público de Uruguay. Opera desde 1963.

## Creación
El 19 de noviembre de 1955 un grupo de trabajadores de la Administración Municipal de Transporte, en su mayoría pertenecientes a la Estación Este de tranvía, se reúnen en una primera asamblea con el fin de comenzar a gestar la creación de una nueva empresa de transporte urbano capitalino que contara con características de trabajo distintas a las habituales y con unidades  diferentes a las existentes en la época.

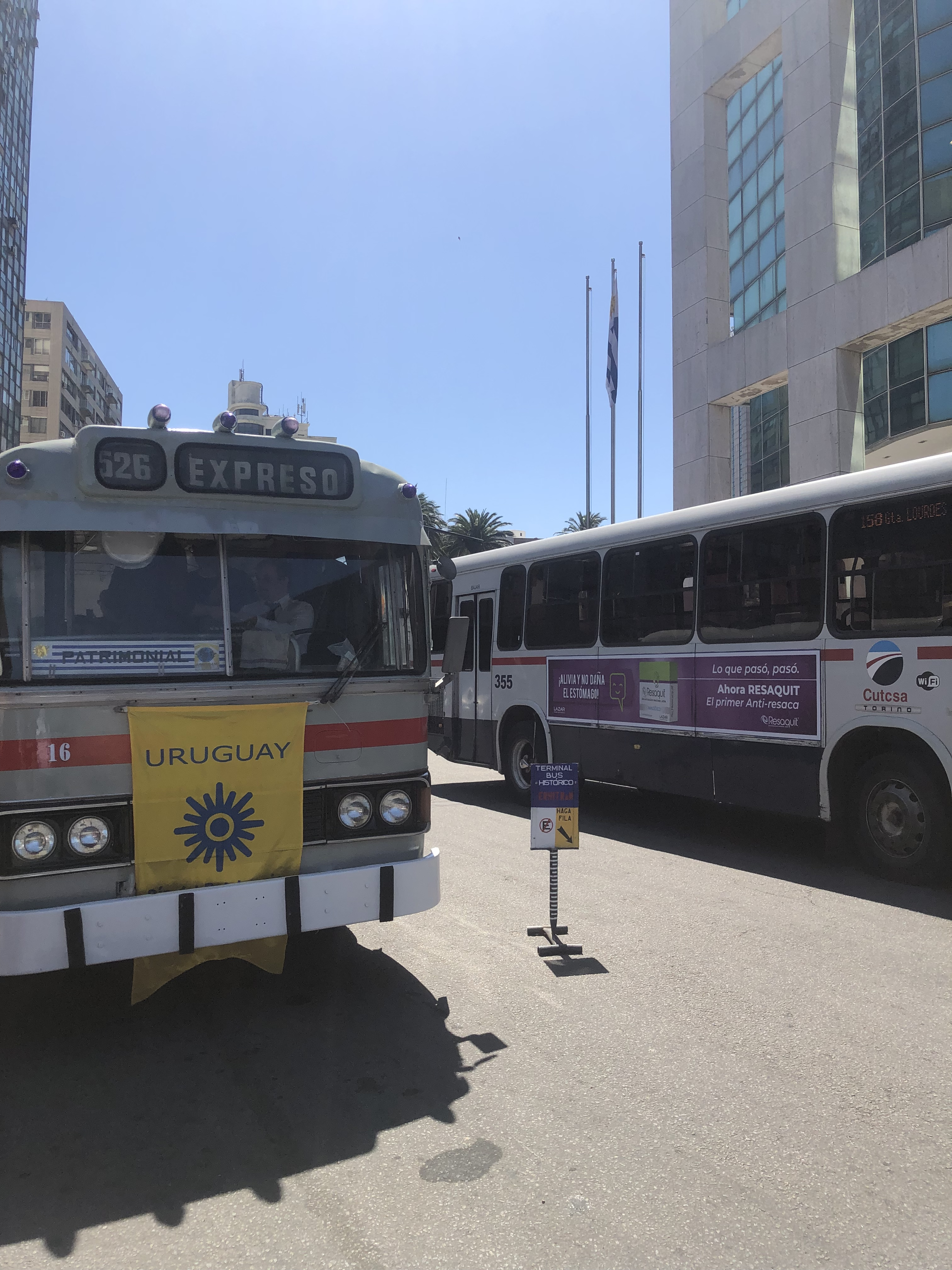
Coche isuzu preservado

En los años sesenta, gracias a un crédito del Banco Républica se logró adquirir un total de setenta unidades Isuzu con carrocería Kawasaki mediante el representante en Uruguay de la marca Isuzu Motors Ltda, "Viuda de Antonio Braga S.A.". Estas unidades, fabricadas por la marca Kawasaki Motors Corporation Japan (subsidaria de Kawasaki Heavy Industries) desembarcaron en Montevideo en febrero de 1963. Con estas setenta unidades nació la Corporación Ómnibus Micro Este, nombre que hace  alusión a la desaparecida estación Este, una estación de tranvías ubicada donde hoy se encuentra la Casa Matriz de las Obras Sanitarias del Estado.
El 18 de julio de 1963 fueron inauguradas las tres primeras líneas: las entonces líneas 22 (Sayago-Trouville), la 124 (Aduana-Tres Ombúes) y la 326 (Sayago-Verdi e Hipólito Yrigoyen), luego se sumarían las líneas 10, 11 (Parque Rodó-La Comercial) y 15 (Ciudad Vieja-Pocitos) las cuales, como líneas de tranvías, habían pertenecido antiguamente a la Estación Este. Posteriormente son creadas las líneas 28 (Buceo-Villa Colón), 38 (Buceo-Palacio de La Luz) y  46 (Cerro-Estación Manga).
En agosto de 1963, por disposición del Consejo Departamental, las líneas de las cooperativas y empresas de ómnibus del transporte urbano debieron ser renumeradas con el fin de reorganizarlas, a las de la corporación se le agregaría la centena 5 quedando las líneas: 510, 511, 515, 522, 524, 526, 528, 538 y 546. La base de operaciones fue una vieja casona ubicada en el barrio Atahualpa en la calle Francisco Bicudo 3840 hasta el 27 de julio de 1999. Sus unidades se caracterizarían por un color gris con franja horizontal roja.

### 1970-1980
La característica especial que tuvo esta nueva empresa era que el conductor iba a ser el mismo que también vendiera el boleto, cosa no habitual en Montevideo excepto en los microbúses de la Administración Municipal de Transporte, y sus ómnibus tenían la peculiaridad de tener una sola puerta, la delantera. Este sistema trajo aparejado un inconveniente no menor, los pasajeros arriba del ómnibus eran reacios a moverse hacia el fondo del ómnibus debido al "temor" de que cuando éste se llenara no pudieran llegar a tiempo a la única puerta que había para descender. Entonces a principios de la década de 1970 se decidió abrirles una segunda puerta en la parte trasera, trabajo realizado por carrocerías Augustus, y esto tuvo su éxito ya que la venta de boleto aumentó en un 15 %.
En 1978, la empresa compró un terreno ubicado en Sayago, sobre la Avenida Millán 5340, en donde centralizó su base de operación hasta la actualidad. 
Durante la década de 1980 se realizaron importantes renovaciones parciales de la flota. Debido a que en esa época regían resoluciones que obligaban a carrozar en Uruguay, solamente se importaban los chasis para luego carrozarlos en las industrias nacionales. También se realizó modificaciones a los Isuzu, los cuales eran desarmados por completo, se remplazaban sus piezas y repuestos, y se los reconstruía con un nuevo modelo. 
Al cumplirse el aniversario número 25 de la empresa se decidió incursionar en el transporte turístico y para ello ordeno a fabricar cuatro unidades a la fábrica Facansa de la ciudad de Nueva Helvecia. La misma  funcionaría por muy poco tiempo.

### 1990-actualidad

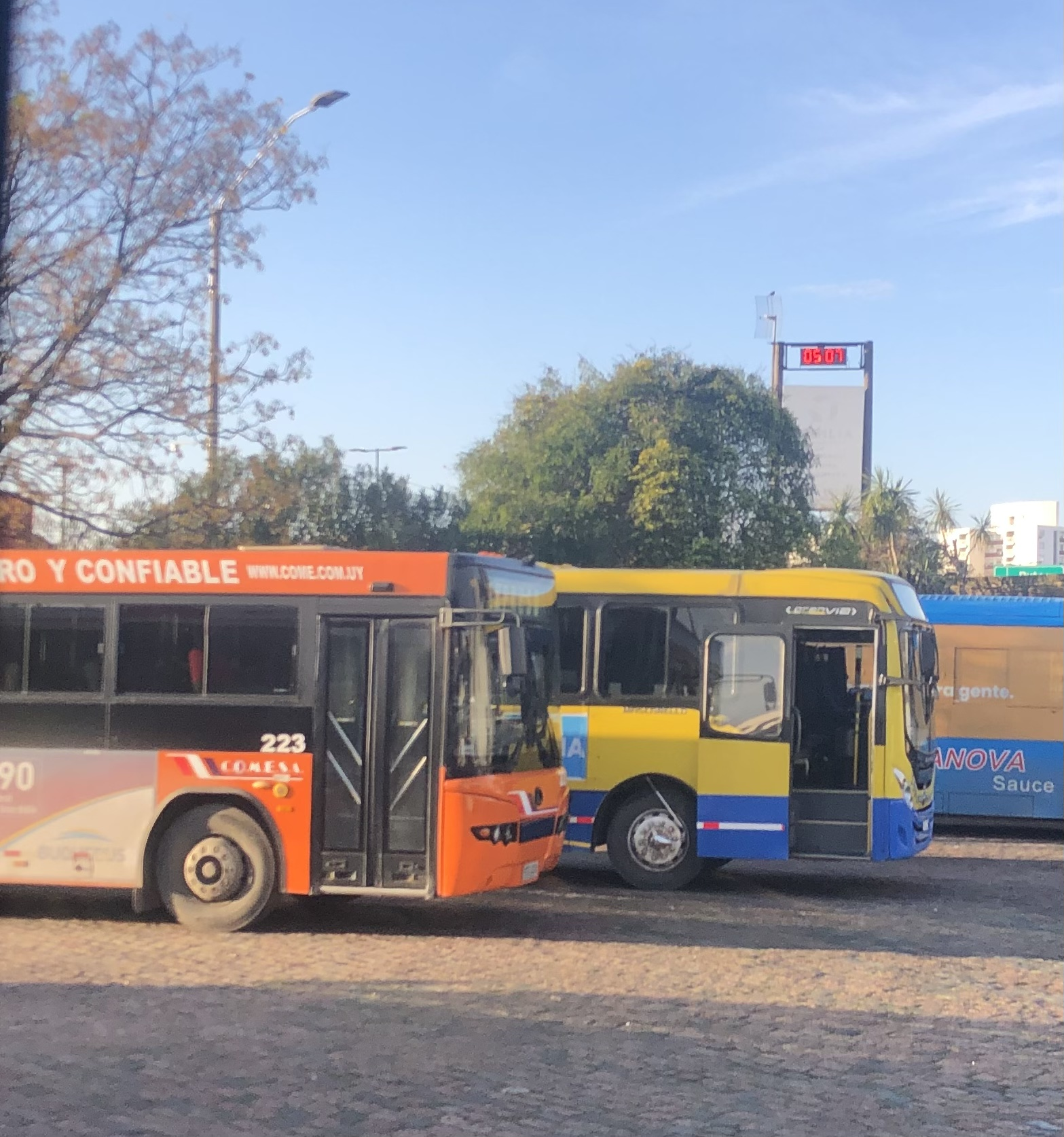
Ómnibus de COMESA Inter en la Terminal Baltasar Brum

Poco después de comenzar la década del 90, se crearon las entonces líneas diferenciales de Montevideo, las cuales se caracterizaron por prestar un servicio de transporte ágil y semi-directo, a COMESA se le otorgó la línea denominada D11 (Ciudad Vieja-Puente Carrasco). En esta época el transporte urbano capitalino estaba enfrentando graves dificultades, ya que la mayoría de las unidades de las distintas cooperativas y empresas databan en su mayoría de los años sesenta, debido a esto la cooperativa COTSUR, quien estaba enfrentando dichas dificultades y al prever su cierre, intentó fusionarse con COMESA, hecho que nunca llegó a concretarse y finalmente el 30 de octubre de 1992 dicha cooperativa cerró sus puertas, por lo que sus trabajadores y sus permisos fueron distribuidos a las restantes cooperativas y empresas, a COMESA se integrarían un total de 160 trabajadores y se le otorgarían 29 permisos para la explotación de las líneas 5 (Aduana-Manga) y la 82 (Punta Carretas-Peñarol), ambas fueron renumeradas con la centena 5.
A fines de 1992, y durante los siguientes cuatro años, la empresa encararía su más importante renovación de flota, es que en esta época surge un plan denominado Sistema Nacional de Renovación de Flota que consistía en poder adquirir ómnibus carrozados de origen siendo el comprador el Banco República y garantía, COMESA. Logrando en esta etapa renovar casi la totalidad de los ómnibus Isuzu que tenía desde 1963. En mayo de 2002 se volvería a renovar gran parte de la flota, esta vez de los ómnibus de la década de 1980, en total fueron 34 ómnibus de los cuales 26 fueron destinados para las líneas urbanas y se los pintaría con una nueva librea de color verde y los 8 restantes para la línea D11 pintados con una librea de color naranja. De aquí en más todos los ómnibus destinados para las líneas urbanas estarían pintados de verde y los destinados para las líneas diferenciales y suburbanas de naranja. Dentro de esta renovación el último Isuzu que todavía circulaba por las calles de Montevideo, pasó a retiro luego de 39 años de servicio.
Debido a la demanda de un servicio local que uniera los barrios de Sayago y Colón, el 9 de octubre de 2006 se inauguran dos líneas denominadas L24 y L25 que unían estos dos barrios, estas líneas estaban a cargo de COMESA y UCOT. Al no tener mucho éxito el 19 de noviembre de 2007 el circuito fue modificado entre  Belvedere ySayago Norte. Finalmente el 17 de diciembre de 2007 la Intendencia de Montevideo decidió suprimir la línea L25 quedando solo la L24.
El día 3 de marzo del año 2008, el Ministerio de Transporte y Obras Públicas realizó el lanzamiento de la línea DM1, la cual une Zonamerica, ubicada en la intersección de las rutas 8 y 102, con la terminal de ómnibus de Punta Carretas, siendo considerada la primera línea diferencial y metropolitana. Dicha línea es realizada por todas las empresas urbanas y suburbana que operan en Montevideo. Por su condición de diferencial metropolitana, su costo del boleto es un poco más elevado que las otras líneas diferenciales.
En abril de 2011 es fusionada con la empresa SOLFY SA, quien prestaba servicios suburbanos y urbanos en el departamento de San José, principalmente en Ciudad del Plata y Playa Pascual. Luego de la fusión, muchos de los coches que había adquirido fueron vendidos, de los que quedaron comienzaron a modificarse y a reubicarse en otros servicios mientras se integraban nuevos coches Yutong ZK6108HGD a la flota.
Líneas fusionadas
- 1M1 Terminal Baltasar Brum  - Playa Pascual (servicio directo)
- 1M2 Terminal Baltasar Brum  - Playa Pascual
- 1M3 Terminal Baltasar Brum - Playa Pascual
- 1M4 Terminal Baltasar Brum - Playa Penino
- 1M5 Terminal Baltasar Brum - Playa Pascual
- 1M6 Terminal Baltasar Brum - Playa Pascual
- 1M7 Tres Cruces - Playa Pascual
- 1M7 Tres Cruces - Playa Pascual (servicio rápido)
- 1M11 Terminal Baltasar Brum - Delta del Tigre
- 1M11 Terminal Baltasar Brum - Delta del Tigre
- 1M12 Terminal Baltasar Brum - Delta del Tigre
- 1M13 Terminal Baltasar Brum - Santa Mónica
- 1M14 Terminal Baltasar Brum - Santa Mónica
- 1M15 Terminal Baltasar Brum - Colonia Wilson
- 1M16 Terminal Baltasar Brum - Delta del Tigre
- 1M17 Terminal Baltasar Brum - Monte Grande
- LM1 Santiago Vázquez - Playa Pascual

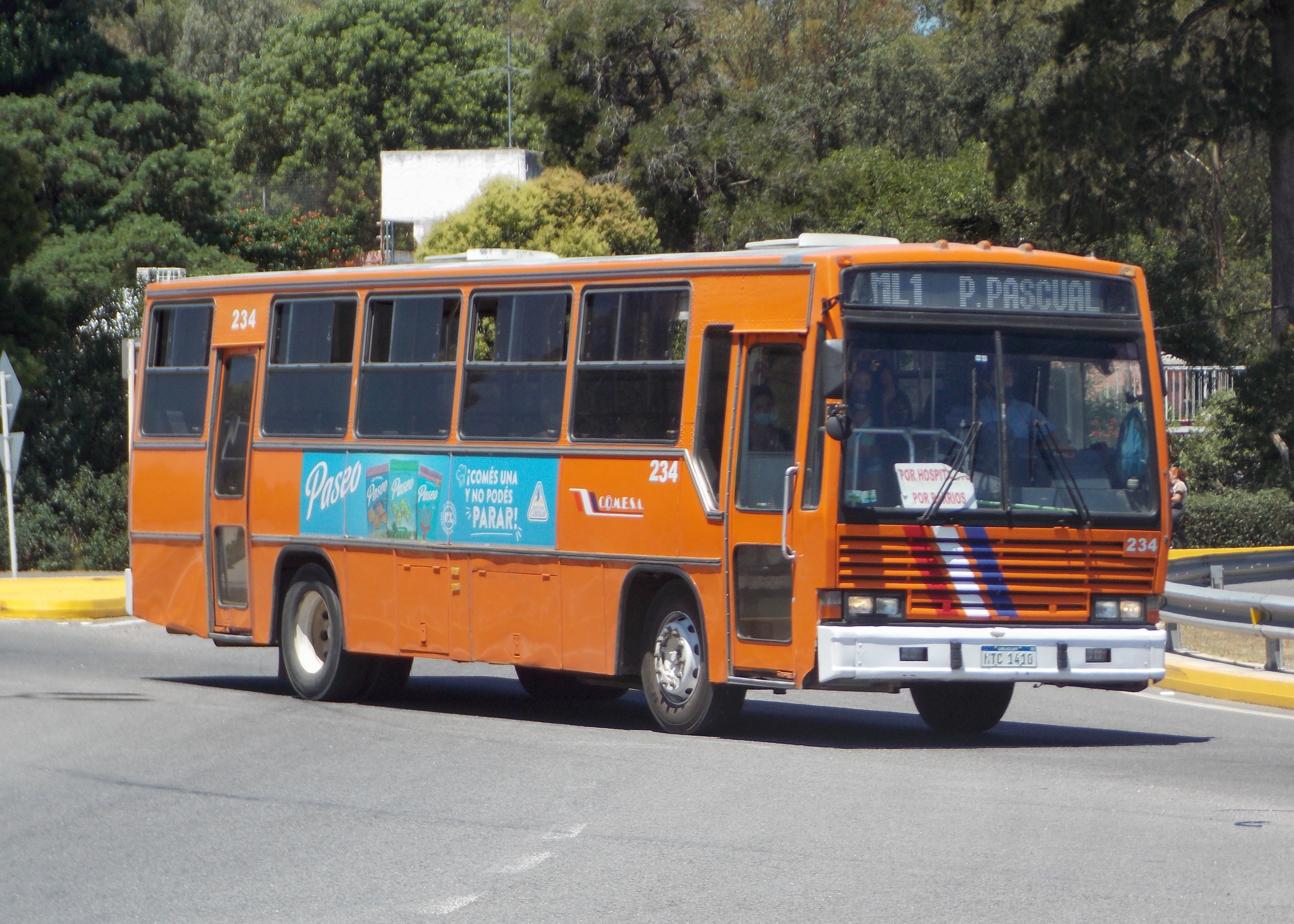
Ómnibus prestando el servicio urbano de San José

Años más tarde, la intendencia de San José crearía las líneas urbanas y departamentales, adjudicadas a Comesa:
- LM1 Paso de la Arena/Santiago Vázquez - Playa Pascual
- LM2 Sanguinetti y O'Higgins - Playa Pascual
- LM3 Paso de la Arena/Santiago Vázquez - Colonia Wilson

En junio de 2016 se pensaba adquirir varias líneas de la desaparecida cooperativa Raincoop, aunque días después la empresa salió de las negociaciones por motivos que se desconocen. Semanas después quiso volver a participar de las negociaciones, con fin de adquirir dos líneas y empleados, pero el gobierno de Montevideo negó su participación.
Pero algunos meses más tarde se realiza el remate judicial de las unidades de la ex Cooperativa por parte del Banco República y el Banco Itaú, por lo cual son vendidas a la empresa treinta y tres unidades Mascarello Gran Via II Mercedes-Benz O500M, adquiriéndose las mismas al 20 % de su valor de fábrica, debido al estado en que se encontraban. Dos de ellas debido a los desperfectos mecánicos que poseían fueron vendidas como chatarra. La primera unidad en salir fue con el número 43 en 2017 y la última fue con el número 132 en 2022.
En ese mismo año, la Compañía Interdepartamental de Transporte dejó de operar la línea que unía la terminal Río Branco con Libertad, por lo cual COMESA asume las funciones, ramificándola en varias líneas. También absorbió dos servicios locales en San José, que unen Delta del Tigre con Libertad. Durante un tiempo se operaron con unidades que eran pertenecientes a CITA hasta que la empresa adquirió unidades Yutong, más modernizadas y con aire acondicionado.
Líneas adquiridas
- 2M1 Terminal Baltasar Brum - Libertad
- 2M2 Terminal Baltasar Brum - Libertad (por Playa Pascual)
- 2M3 Terminal Baltasar Brum - Libertad (servicio directo)
- 2M5 Terminal Baltasar Brum - Penal de Libertad
- 2M7 Tres Cruces - Libertad
- 2M8 Terminal Baltasar Brum - Colonia Wilson (servicio directo)
- LD1 Delta del Tigre - Libertad.
- LD2 Ruta 1 KM 26 - Libertad.

En 2019, con la destructora del STM las líneas con la denominación LM y LD debieron ser modificadas, pasando a denominarse como ML y MD.
En el mismo año, en el sector urbano, la empresa renueva dos de sus unidades por nuevos ómnibus híbridos (diésel-eléctrico) de la mano de la firma china Yutong. Las mismas, del modelo ZK6125CHEVG fueron traídas para probar su eficiencia.
En junio de 2020, apostando a la movilidad eléctrica la empresa compra tres unidades Yutong del modelo E12LF Eléctrico (ZK6128BEVG). Estas unidades fueron compradas mediante un subsidio aportado por el estado y la otra mitad del precio por la propia empresa.
En mayo de 2021, la empresa presentó en conjunto con las cooperativas COETC y UCOT 25 unidades Yutong del modelo híbrido para el sector urbano. A COMESA le pertenecen cinco de estas unidades, con las cuales renovó a sus últimos buses marca Caio Vitoria sobre Mercedes-Benz. Es así que el día 17 de junio de 2021 circuló el último bus de dicha marca en Montevideo, el cual contaba con el número 105, apodado "Los Compadres" y realizó su último servicio en la línea 524, de esta manera culminó sus últimos servicios con una emotiva despedida por trabajadores de la empresa y fanáticos por los ómnibus. Cómo dato extra en el medio Montevideo Portal se creó una noticia dedicada a la partida del último Caio Vitoria Mercedes-Benz de la capital.
Poco después se incorpora la nueva línea local L38, ingresando por primera vez a la terminal Cerro en Montevideo.
En julio del año 2023, la directiva anunció que para la celebración de los 60 años de la empresa, el proceso de restauración de una unidad Caio Vitoria Mercedes-Benz OH-1315, que como novedad, pasó de lucir su pintura naranja a lucir la pintura retro-original, con la que la empresa comenzó sus servicios. Esta unidad actualmente realiza servicios como coche escuela (entre otros) y también pasará a realizar (desde el mismo año) su exposición y recorrido en los días del patrimonio. Su número es el 810, denominado anteriormente como "micrito", el cual fuera de origen el 96 y posterior 120. Asimismo, también se anunció la compra de aprox treinta ómnibus marca Yutong del modelo híbrido y otras doce del nuevo modelo eléctrico europeo, llegando las mismas a mediados del siguiente año.

## Operación

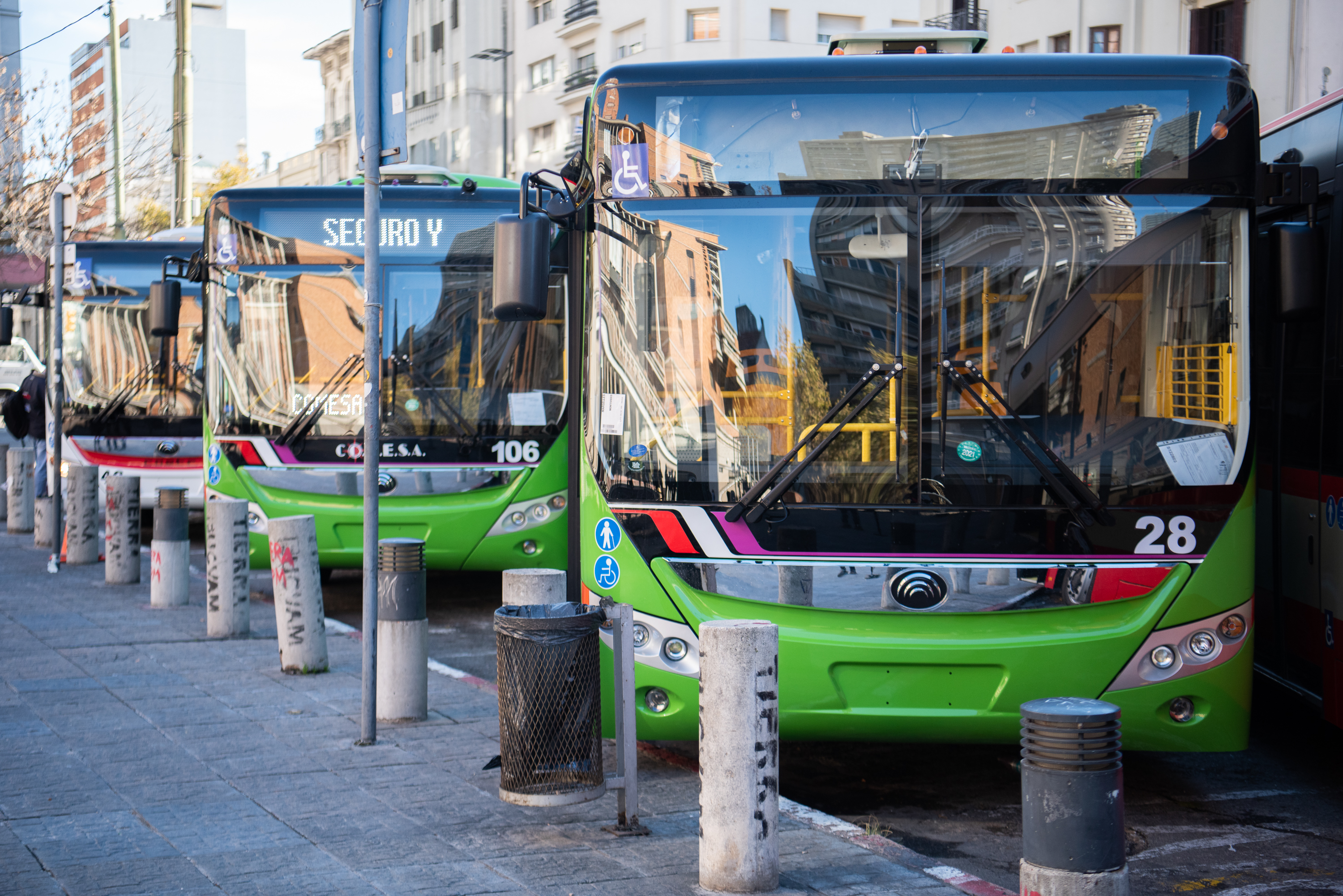

Cuenta con un total de 169 autobuses para la operación de nueve recorridos urbanos, dos recorridos diferenciales, veintiún recorridos suburbanos, y cuatro recorridos locales.

### Urbanos de Montevideo
Desde el año 2002, sus colores identificatorios en Montevideo son verde para las líneas urbanas y naranja para las líneas diferenciales.
| - 505 - 522 - 524 - 526 - 538 | - 546 - 582 - L24 - L25 - L38 |

#### Diferenciales
| - D11 - DM1 |

### Urbanos San José
| - ML1 - ML2 - ML3 - MD1 - MD2 | - MD3 |

### Suburbanos
Desde el año 2011, COME inter es una división de esta compañía, la cual se encarga de operar las líneas suburbanas.
| - 1M1 - 1M2 - 1M3 - 1M4 - 1M5 | - 1M6 - 1M7 - 1M11 - 1M12 - 1M13 | - 1M14 - 1M15 - 1M16 - 1M17 - 1M1 SD | - 1M6 SD - 1M7 SD - 1M11 SD - 1M13 SD - 1M14 SD | - 1M1 D - 1M8 - 2M1 - 2M2 - 2M3 | - 2M5 |

## Flota

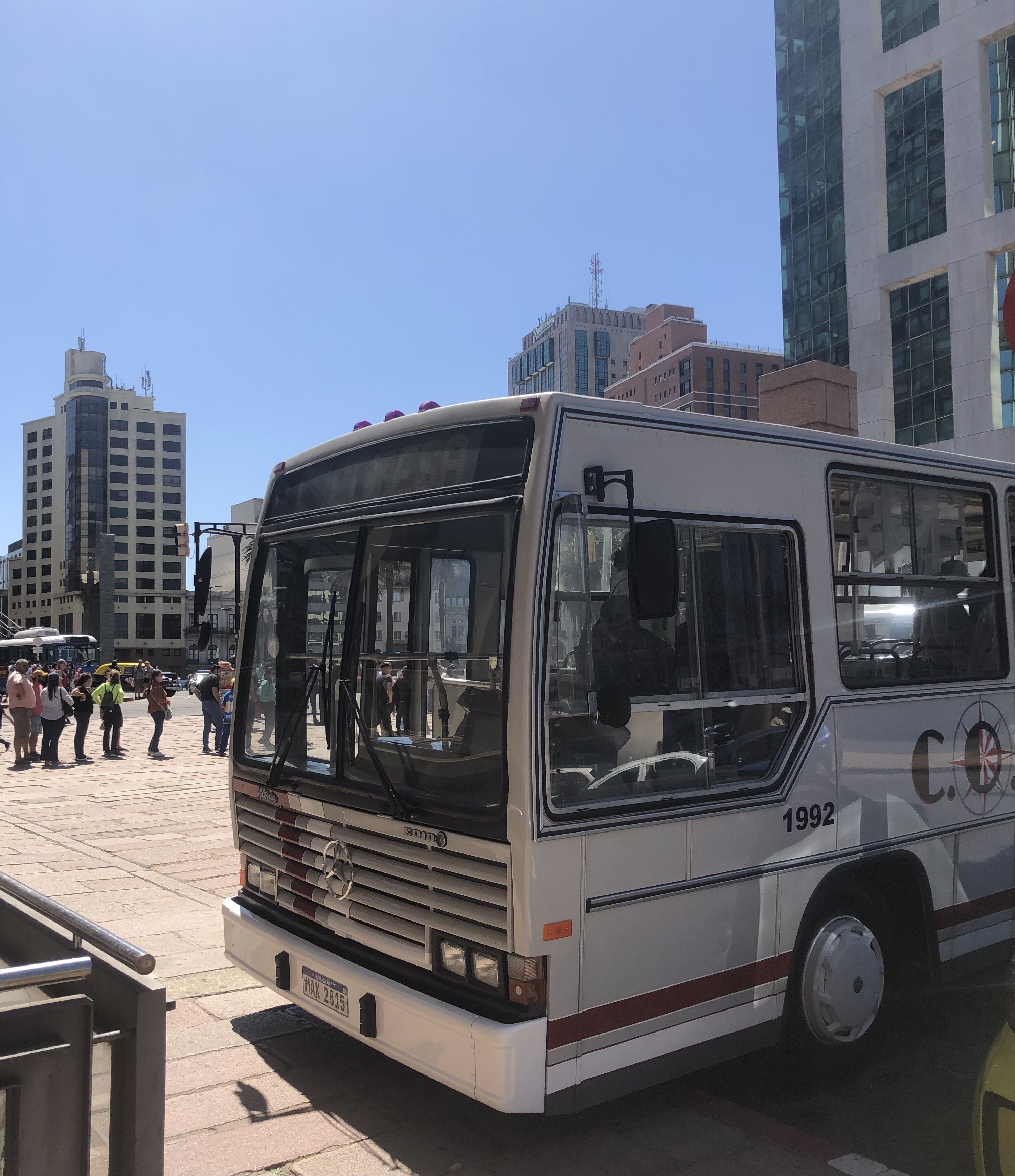
CAIO Vitoría con el esquema corporativo inicial

| Marca                               | Chasis                             | Actividad     |
| ----------------------------------- | ---------------------------------- | ------------- |
| Isuzu                               | Kawasaki                           | 1963-2000     |
| Facansa R                           | Mercedes Benz OH-1313              | 1981-1992     |
| Banda Oriental 70                   | Mercedes Benz OH-1313              | 1981-1992     |
| Facansa RM4                         | Mercedes Benz OH-1517              | 1986-1987     |
| Caio Vitoria                        | Mercedes Benz OH-1315/51 y OH-1318 | 1992-2021     |
| Marcopolo Viale                     | Mercedes Benz OH-1318              | 2001-presente |
| Marcopolo Torino 2007               | Mercedes Benz OH-1518              | 2011-presente |
| Metalpar Iguazu II                  | Mercedes Benz OH-1618 SB           | 2011-presente |
| Yutong ZK6118HGA                    | Con accesibilidad (elevador)       | 2015-presente |
| Yutong ZK6125CHEVG Híbrido          | Accesibilidad universal            | 2021-presente |
| Yutong E12LF (ZK6128BEVG) Eléctrico | Accesibilidad universal            | 2020-presente |

| Marca y modelo              | Chasis y descripción  | Actividad     |
| --------------------------- | --------------------- | ------------- |
| Yutong ZK6108HGD            | Intercity Bus         | 2011-presente |
| Marcopolo Viale             | Mercedes Benz OH-1518 | 2009-presente |
| Yutong ZK6125CHEVGD Híbrido | Intercity Bus         | 2024-presente |

### Adquiridos
| Marca, modelo y chasis                             | Sector    | N.º de unidades | Actividad     | Adquirido de |
| -------------------------------------------------- | --------- | --------------- | ------------- | ------------ |
| Diversos modelos                                   | Urbano    | 25              | 1991-1992     | COTSUR       |
| Thamco Scorpion TH3250USA Mercedes Benz OF 1318/51 | Suburbano | 20              | 2007-2013     | SOLFY        |
| Marcopolo Allegro Volkswagen 17.230 OD             | Suburbano | 3               | 2007-2018     | SOLFY        |
| Maxibus Lince 3.25 Volkswagen 17.230 OD            | Suburbano | 3               | 2007-2011     | SOLFY        |
| Busscar El Buss 340 Mercedes Benz OH-1420          | Suburbano | 2               | 2017-2011     | SOLFY        |
| Marcopolo Ideale 770 Mercedes Benz OH-1420         | Suburbano | 8               | 2007-2024     | SOLFY        |
| Busscar El Buss 340 Mercedes Benz OH-1621          | Suburbano | 2               | 2017-2018     | COOM         |
| Busscar El Buss 320 Mercedes Benz OF-1318          | Suburbano | 4               | 2017-2018     | CITA         |
| Mascarello Gran Vía II Mercedes Benz O-500M        | Urbano    | 31              | 2017-presente | Raincoop     |